# Mesenochroa rogersi
Mesenochroa rogersi är en fjärilsart som beskrevs av Druce 1885. Mesenochroa rogersi ingår i släktet Mesenochroa och familjen björnspinnare. Inga underarter finns listade i Catalogue of Life.